# Lekkoatletyka na Letnich Igrzyskach Olimpijskich 1920 – bieg na 100 m mężczyzn
Bieg na 100 m mężczyzn był jedną z konkurencji lekkoatletycznych na Letnich Igrzyskach Olimpijskich 1920. Zawody odbyły się w dniach 15-16 sierpnia. W zawodach uczestniczyło 61 zawodników z 23 państw.

## Rekordy
| Rekord świata     | 10,6 | Donald Lippincott | Sztokholm (SWE) | 6 lipca 1912 |
| Rekord olimpijski | 10,6 | Donald Lippincott | Sztokholm (SWE) | 6 lipca 1912 |

## Wyniki

### Eliminacje
Bieg 1
| Miejsce | Zawodnik        | Czas | Kwal. |
| ------- | --------------- | ---- | ----- |
| 1       | William Hill    | 11,0 | Q     |
| 2       | Mario Riccobono | 11,2 | Q     |
| 3       | Marcel Gustin   |      |       |
| 4       | Jan de Vries    |      |       |
| 5       | Ichirō Kaga     |      |       |
| 6       | Paul Hammer     |      |       |

Bieg 2
| Miejsce | Zawodnik           | Czas | Kwal. |
| ------- | ------------------ | ---- | ----- |
| 1       | René Mourlon       | 11,2 | Q     |
| 2       | August Sørensen    | 11,3 | Q     |
| 3       | Erik Lindvall      |      |       |
| 4       | Ahmad Abbas Chajri |      |       |
| 5       | Purma Bannerjee    |      |       |

Bieg 3
| Miejsce | Zawodnik          | Czas | Kwal. |
| ------- | ----------------- | ---- | ----- |
| 1       | Loren Murchison   | 10,8 | Q     |
| 2       | Willie Bukes      | 10,9 | Q     |
| 3       | Albert Heijnneman | 11,0 |       |
| 4       | Vojtěch Plzák     |      |       |

Bieg 4
| Miejsce | Zawodnik         | Czas | Kwal. |
| ------- | ---------------- | ---- | ----- |
| 1       | William Hunt     | 11,0 | Q     |
| 2       | Félix Mendizábal | 11,2 | Q     |
| 3       | Frank Irvine     |      |       |
| 4       | Bjarne Guldager  |      |       |
| 5       | Adolf Rysler     |      |       |
| 6       | Nils Sandström   |      |       |

Bieg 5
| Miejsce | Zawodnik       | Czas | Kwal. |
| ------- | -------------- | ---- | ----- |
| 1       | Vittorio Zucca | 11,4 | Q     |
| 2       | Cor Wezepoel   | 11,5 | Q     |
| 3       | Leonard Dixon  |      |       |
| 4       | August Waibel  |      |       |
| 5       | Alex Servais   |      |       |

Bieg 6
| Miejsce | Zawodnik         | Czas | Kwal. |
| ------- | ---------------- | ---- | ----- |
| 1       | Morris Kirksey   | 11,0 | Q     |
| 2       | Josef Imbach     | 11,0 | Q     |
| 3       | René Lorain      |      |       |
| 4       | Johan Johnsen    |      |       |
| 5       | Jaime Camps      |      |       |
| 6       | Giovanni Orlandi |      |       |

Bieg 7
| Miejsce | Zawodnik      | Czas | Kwal. |
| ------- | ------------- | ---- | ----- |
| 1       | Paul Brochart | 11,4 | Q     |
| 2       | René Tirard   | 11,7 | Q     |
| 3       | Diego Ordóñez |      |       |
| 4       | Eduard Hašek  |      |       |
| 5       | Jean Colbach  |      |       |

Bieg 8
| Miejsce | Zawodnik          | Czas | Kwal. |
| ------- | ----------------- | ---- | ----- |
| 1       | Charlie Paddock   | 10,8 | Q     |
| 2       | Harry Edward      | 10,9 | Q     |
| 3       | Carlos Botín      | 11,2 |       |
| 4       | Shin’ichi Yamaoka |      |       |
| 5       | Edmond Médécin    |      |       |

Bieg 9
| Miejsce | Zawodnik             | Czas | Kwal. |
| ------- | -------------------- | ---- | ----- |
| 1       | Émile Ali-Khan       | 11,0 | Q     |
| 2       | Victor d’Arcy        | 11,1 | Q     |
| 3       | Rolf Stenersen       |      |       |
| 4       | Dimitrios Karambatis |      |       |
| 5       | Sven Malm            |      |       |

Bieg 10
| Miejsce | Zawodnik          | Czas | Kwal. |
| ------- | ----------------- | ---- | ----- |
| 1       | Harold Abrahams   | 11,0 | Q     |
| 2       | Alexander Ponton  | 11,1 | Q     |
| 3       | Giorgio Croci     | 11,2 |       |
| 4       | Harry van Rappard |      |       |

Bieg 11
| Miejsce | Zawodnik         | Czas | Kwal. |
| ------- | ---------------- | ---- | ----- |
| 1       | Jack Oosterlaak  | 11,0 | Q     |
| 2       | George Davidson  | 11,1 | Q     |
| 3       | Agne Holmström   |      |       |
| 4       | Fritiof Andersen |      |       |
| 5       | Jean Lefèvre     |      |       |

Bieg 12
| Miejsce | Zawodnik         | Czas | Kwal. |
| ------- | ---------------- | ---- | ----- |
| 1       | Jackson Scholz   | 10,8 | Q     |
| 2       | Marinus Sørensen | 11,2 | Q     |
| 3       | Cyril Coaffee    |      |       |
| 4       | Julien Lehouck   |      |       |
| 5       | Asle Bækkedal    |      |       |

### Ćwierćfinały
Ćwierćfinał 1
| Miejsce | Zawodnik        | Czas | Kwal. |
| ------- | --------------- | ---- | ----- |
| 1       | Harry Edward    | 10,8 | Q     |
| 2       | Loren Murchison | 10,9 | Q     |
| 3       | René Mourlon    | 11,0 |       |
| 4       | William Hunt    | 11,2 |       |
| 5       | Mario Riccobono |      |       |

Ćwierćfinał 2
| Miejsce | Zawodnik         | Czas | Kwal. |
| ------- | ---------------- | ---- | ----- |
| 1       | William Hill     | 11,0 | Q     |
| 2       | Félix Mendizábal |      | Q     |
| 3       | Willie Bukes     |      |       |
| 4       | August Sørensen  |      |       |
| 5       | Vittorio Zucca   |      |       |

Ćwierćfinał 3
| Miejsce | Zawodnik        | Czas | Kwal. |
| ------- | --------------- | ---- | ----- |
| 1       | Charlie Paddock | 10,8 | Q     |
| 2       | Émile Ali-Khan  | 10,9 | Q     |
| 3       | George Davidson |      |       |
| 4       | Harold Abrahams |      |       |
| 5       | Cor Wezepoel    |      |       |

Ćwierćfinał 4
| Miejsce | Zawodnik         | Czas | Kwal. |
| ------- | ---------------- | ---- | ----- |
| 1       | Jackson Scholz   | 10,8 | Q     |
| 2       | Jack Oosterlaak  | 11,0 | Q     |
| 3       | Josef Imbach     | 11,1 |       |
| 4       | René Tirard      | 11,2 |       |
| 5       | Alexander Ponton | 11,4 |       |

Ćwierćfinał 5
| Miejsce | Zawodnik         | Czas | Kwal. |
| ------- | ---------------- | ---- | ----- |
| 1       | Morris Kirksey   | 10,8 | Q     |
| 2       | Paul Brochart    |      | Q     |
| 3       | Victor d’Arcy    |      |       |
| 4       | Marinus Sørensen |      |       |

### Półfinały
Półfinał 1
| Miejsce | Zawodnik         | Czas | Kwal. |
| ------- | ---------------- | ---- | ----- |
| 1       | Harry Edward     | 10,8 | Q     |
| 2       | Jackson Scholz   | 10,9 | Q     |
| 3       | Morris Kirksey   | 11,0 | Q     |
| 4       | Jack Oosterlaak  |      |       |
| 5       | Félix Mendizábal |      |       |

Półfinał 2
| Miejsce | Zawodnik        | Czas | Kwal. |
| ------- | --------------- | ---- | ----- |
| 1       | Charlie Paddock | 10,8 | Q     |
| 2       | Émile Ali-Khan  | 10,8 | Q     |
| 3       | Loren Murchison | 11,0 | Q     |
| 4       | Paul Brochart   |      |       |
| 5       | William Hill    |      |       |

### Finał
| Miejsce | Zawodnik        | Czas    |
| ------- | --------------- | ------- |
| 1       | Charlie Paddock | 10,6 OR |
| 2       | Morris Kirksey  | 10,8    |
| 3       | Harry Edward    | 11,0    |
| 4       | Jackson Scholz  | 11,0    |
| 5       | Émile Ali-Khan  | 11,1    |
| 6       | Loren Murchison | 11,2    |